# Gaya Eiji
Eiji Gaya (sinh ngày 8 tháng 2 năm 1969) là một cầu thủ bóng đá người Nhật Bản.

## Sự nghiệp câu lạc bộ
Eiji Gaya đã từng chơi cho Kashima Antlers, Yokohama Marinos, Kyoto Purple Sanga và Vegalta Sendai.

## Thống kê câu lạc bộ

### J.League
| Đội                | Năm       | J.League | J.League | J.League Cup | J.League Cup | Tổng cộng | Tổng cộng |
| Đội                | Năm       | Trận     | Bàn      | Trận         | Bàn          | Trận      | Bàn       |
| ------------------ | --------- | -------- | -------- | ------------ | ------------ | --------- | --------- |
| Kashima Antlers    | 1992      | -        | -        | 5            | 0            | 5         | 0         |
| Kashima Antlers    | 1993      | 27       | 0        | 6            | 1            | 33        | 1         |
| Kashima Antlers    | 1994      | 35       | 0        | 1            | 0            | 36        | 0         |
| Kashima Antlers    | 1995      | 16       | 0        | -            | -            | 16        | 0         |
| Kashima Antlers    | 1996      | 1        | 0        | 2            | 0            | 3         | 0         |
| Yokohama Marinos   | 1997      | 26       | 0        | 5            | 0            | 31        | 0         |
| Kyoto Purple Sanga | 1998      | 0        | 0        | 1            | 0            | 1         | 0         |
| Kyoto Purple Sanga | 1999      | 0        | 0        | 0            | 0            | 0         | 0         |
| Vegalta Sendai     | 2000      | 38       | 2        | 2            | 0            | 40        | 2         |
| Vegalta Sendai     | 2001      | 26       | 0        | 1            | 0            | 27        | 0         |
| Tổng cộng          | Tổng cộng | 169      | 2        | 23           | 1            | 192       | 3         |